# Riddim Driven: Extasy
Riddim Driven: Extasy – piąta kompilacja z serii Riddim Driven. Została wydana w marcu 2001 na CD i LP. Album zawiera piosenki nagrane na riddimie "Extasy" wyprodukowanym przez grupę Shocking Vibes.

## Lista
1. "One Girl" - Beenie Man, Tanto Metro, Devonte
2. "Neva Heard A" - Hawkeye
3. "Romeo Must Die" - Elephant Man
4. "On The Radio" - T.O.K.
5. "Father & Son" - Ricky Rudie (Bling Dawg), Captain Barkey
6. "All I Ever" - Mr. Vegas
7. "Chuck Off" - Frisco Kid
8. "Where I Come From" - Delly
9. "Zum Zum" - Terry Ganzie
10. "Any Gal" - Shaddu, Patchy B
11. "Do Your Thing" - Zumjay, Wayne Marshall
12. "Hype" - Paul Elliott
13. "Want It All" - UK. Worries
14. "Gangster Way" - Prince Gregg, Mr. Phang
15. "The Breeze" - Alkatraz